# Kościół św. Bartłomieja Apostoła w Chlinie
Kościół św. Bartłomieja Apostoła – parafialny kościół rzymskokatolicki znajdujący się w Chlinie. Kościół należy do dekanatu wolbromskiego diecezji sosnowieckiej.
Kościół św. Bartłomieja Apostoła został wpisany do rejestru zabytków pod numerem 228/08 decyzją z 8 grudnia 2008 roku.

## Historia
Kościół wybudowany został w latach 1845–1848 na miejscu wcześniejszego, drewnianego (wymienianego w źródłach w 1440 roku). XV-wieczny kościół został rozebrany w 1837 roku ze względu na zły stan techniczny. Konsekracja nowej świątyni odbyła się 21 czerwca 1885 roku, uroczystość prowadził biskup kielecki Tomasz Kuliński.
W 1867 roku wybudowano wolnostojącą dzwonnicę.
W 1930 roku w kościele wybuchł pożar, który zniszczył dachy, stropy i emporę. Kościół odbudowano w latach 1930–1932 według projektu architekta Adama Mrzyckiego. W czasie prac wykonano pozorne sklepienia w nawie i prezbiterium, powiększono okna i wstawiono w nie witraże.

## Architektura i wyposażenie

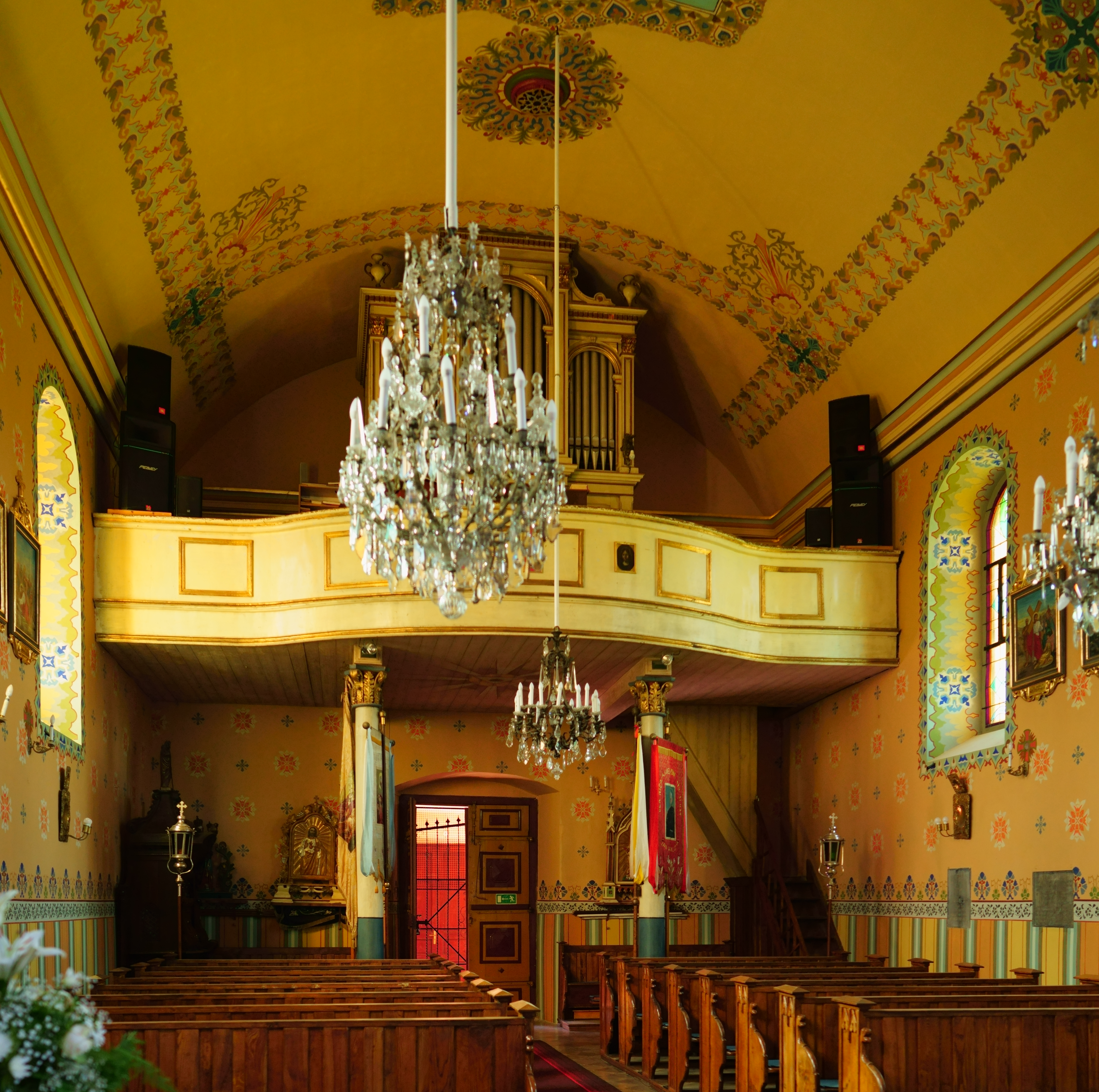
Wnętrze kościoła - widok w kierunku chóru muzycznego

Kościół murowany z kamienia wapiennego, tynkowany ze skromnym detalem architektonicznym. Orientowany. Nawa prostokątna, prezbiterium węższe zakończone prostą ścianą. Od południa do prezbiterium przylega zakrystia, od zachodu kruchta. 
Nawa i prezbiterium nakryte odrębnymi dachami dwuspadowymi, w dachu nawy sygnaturka nakryta wysokim dachem hełmowym.
Fasada 1-osiowa z dobudowaną kruchtą, zamknięta trójkątnym szczytem. Elewacje boczne 5-osiowe (3 osie nawy i 2 prezbiterium). Okna zamknięte łukiem odcinkowym. Elewacja wschodnia 1-osiowa z wnęką zamkniętą łukiem odcinkowym. Szczyt trójkątny wydzielony profilowanym gzymsem, w nim zablendowany okulus.
Kościół jednonawowy. Otwór tęczowy zamknięty łukiem odcinkowym, w nim belka tęczowa. W nawie i prezbiterium sklepienia pozorne. W zachodniej części nawy chór muzyczny wsparty na dwóch kolumnach.
Wyposażenie kościoła z wcześniejszych świątyń, uratowane zostało z pożaru w 1930 roku. Ołtarz główny pochodzi z XVIII wieku, w nim umieszczone są obrazy Matka Boża z Dzieciątkiem i św. Bartłomieja (na zasuwie). Ołtarze boczne dedykowane są św. Józefowi oraz drugi św. Annie Samotrzeć. Ambonę ozdabiają wizerunki czterech Ewangelistów.